# Acacia tubulifera
Acacia tubulifera é uma espécie de leguminosa do gênero Acacia, pertencente à família Fabaceae.